# Общественный транспорт Стамбула

Схема общественного транспорта Стамбула

Общественный транспорт Стамбула — сеть городского транспорта, обслуживающая тринадцатимиллионный мегаполис Стамбул, покрывающая территорию более 5700 км2 и состоящая из сети автобусных маршрутов, различных линий рельсового транспорта, а также паромов.

## История
История общественного транспорта в Стамбуле берёт своё начало с создания сети конок в конце XIX века. 30 августа 1869 года Константин Крепано Эфенди заключил с властями Османской империи договор на обслуживание своей фирмой «Société des Tramways de Constantinople» общественного транспорта в Стамбуле сроком на 40 лет. Первые вагоны конки начали курсировать в 1871 году по четырём линиям: Азапкапы — Галата, Аксарай — Йедикуле, Аксарай — Топкапы и Эминёню — Аксарай. При устройстве конки использовалась метровая колея. В 1912 году конка была вынуждена остановить движение на год в связи с мобилизацией всех лошадей для нужд армии на время первой Балканской войны.
2 февраля 1914 года был пущен электрический трамвай. Электрификация была осуществлена воздушным контактным проводом. На азиатской стороне трамвай начал курсировать 8 июня 1928 года на линии Ускюдар — Кысыклы. К пятидесятым годам XX века протяжённость обеих сетей достигла 150 километров.
30 июля 1871 года, одновременно с сооружением конки на европейской стороне, началось сооружение Тюнеля — линии подземного фуникулёра. Движение было запущено 5 декабря 1874 года и 17 января 1875 Тюнель открылся для пассажиров и стал вторым в мире метрополитеном. Лишь в 1896 году в континентальной Европе открылся электрический метрополитен в Будапеште, отобрав пальму первенства у 573-метровой линии на конной тяге. Тюнель был электрифицирован лишь в 1910 году.
Пригородное сообщение по железной дороге было установлено в 1872 году на европейской стороне от вокзала Сиркеджи до Хадымкёя. В Анатолии пригородное сообщение было организовано в 1873 году от вокзала Хайдарпаша до Измита. Эти две линии практически без изменений обслуживали городские и пригородные перевозки до недавнего времени. В 2013 году обе линии были закрыты на реконструкцию в связи со строительством тоннеля Мармарай под Босфором.
Организованные перевозки через Босфор паромами были открыты в 1851 году указом султана Абдул-Меджида I. До этого совершались пассажирские перевозки частными паромами. С 1853 года перевозки осуществлялись закупленными в Англии колёсными пароходами. С 1904 года начался переход на винтовые пароходы. В 1867 году на маршруте Кабаташ — Ускюдар был запущен первый в мире паром, ходящий по расписанию. Все паромы были национализированы в 1945 году.
Автобусное сообщение в Стамбуле открылось в 1926 году на линии Беязыт — Каракёй на европейском берегу.
27 мая 1961 года в Стамбуле была открыта линия троллейбуса на маршруте Топкапы — Эминёню. Некоторое время троллейбусная сеть росла одновременно с сокращением трамвайной, однако впоследствии троллейбус в Стамбуле был также закрыт.

## Рельсовый транспорт
Рельсовый транспорт Стамбула представлен десятью линиями метрополитена, четырьмя линиями фуникулёра (не считая подвесной канатной дороги, не являющейся рельсовой), двумя линиями старинного трамвая, тремя линиями современного трамвая и линиями городской электрички.

### Метрополитен
Стамбульский метрополитен состоит из 10 линий сj 133 станциями. Линии M1, M2, M3, M6, М7, М9 и М11 — расположены на европейской части, а M4, М5 и М8 обслуживают азиатскую часть. Линии M1 имеет ответвление, а на линии M2 работает челнок от станции Квартал Санайи до станции Сейрантепе.
| Линия | Конечные                                         | Длина   | Станций | Примечания                                                           |
| ----- | ------------------------------------------------ | ------- | ------- | -------------------------------------------------------------------- |
| M1A   | Еникапы ↔ Аэропорт Ататюрк                       | 20,3 км | 18      |                                                                      |
| M1B   | Еникапы ↔ Киразлы                                | 14 км   | 13      | Планируется продление до станции Халкалы.                            |
| M2    | Еникапы ↔ Хаджиосман Квартал Санайи ↔ Сейрантепе | 23,5 км | 16      | На станции Квартал Санайи располагается шаттл до станции Сейрантепе. |
| M3    | Киразлы ↔ Центр Каяшехира                        | 18 км   | 13      | Станции Квартал Зия Гёкалп и Олимпийская были отданы линии М9.       |
| M4    | Кадыкёй ↔ Аэропорт Сабихи Гёкчен                 | 21.3 км | 23      | Планируется ответвление до Ичмелер-Тузла Беледиесы.                  |
| M5    | Ускюдар ↔ Чекмекёй                               | 10 км   | 16      | Первая линия с автоматическими поездами в Стамбуле.                  |
| M6    | Левент ↔ Босфорский университет                  | 3,3 км  | 4       | На линии используется однопутное движение.                           |
| M7    | Йылдыз ↔ Махмутбей                               | 24,5 км | 17      | На линии используются автоматические поезда.                         |
| M8    | Бостанджы ↔ Парселлер                            | 14,2 км | 13      | На линии используются автоматические поезда.                         |
| M9    | Олимпият ↔ Бахарие                               | 5,5 км  | 5       | Подвижной состав линии совмещен с линией М3.                         |
| M11   | Гайреттепе ↔ Арнавуткёй больница                 | 51,5 км | 7       | Имеет самый протяженный перегон в мире (9,95 км)                     |

### Городская электричка
До 2013 года в городе действовало две линии городской электрички. Линия B1 Сиркеджи — Халкалы на европейском берегу и B2 Хайдарпаша — Гебзе в Анатолии. Однако в связи со строительством тоннеля железнодорожной системы Мармарай под Босфором и капитальным обновлением железнодорожной инфраструктуры с 1 марта 2013 года маршрут B1 на европейском берегу был сокращён до участка Сиркеджи—Едикуле, а затем и вовсе закрыт; 19 июня того же года весь маршрут B2 на азиатском берегу отменён. На карте общественного транспорта обозначение  получил Мармарай, а  закреплено за планируемой городской электричкой Халкалы — Бахчешехир. В 2024 году восстановлен небольшой участок путей прежней линии Сиркеджи — Халкалы до станции Казлычешме, по которому запущен новый маршрут городской электрички, получивший два обозначения: U3 от оператора линии TCDD, его можно увидеть на станциях, и T6 от системы общественного транспорта Стамбула, его можно увидеть на схемах.

#### Мармарай
29 октября 2013 года по тоннелю Мармарай началось движение поездов. На линии было 5 станций (Маршрут Казлычешме — Айрылык Чешмеси). С 2019 года поезда следуют от станции Халкалы в Европе до станции Гебзе в Азии. Маршрут проходит через три подземных станции: Еникапы, Сиркеджи и Ускюдар. На линии находится 40 станций.

### Трамвай
В Стамбуле действует три линии скоростного трамвая, а также две короткие линии ностальгического трамвая, имеющих больше туристическое значение.
| Линия | Маршрут                   | Дата открытия    | Длина   | Станции | Примечания                                                           |
| ----- | ------------------------- | ---------------- | ------- | ------- | -------------------------------------------------------------------- |
|       | Кабаташ ↔ Багджилар центр | 12 сентября 2007 | 19,5 км | 31      |                                                                      |
|       | Тюнель ↔ Таксим           | 29 декабря 1990  | 1,64 км | 5       | Исторический трамвай                                                 |
|       | Кадыкёй ⟳ кольцевой       | 1 ноября 2003    | 2,6 км  | 10      | Исторический трамвай вокруг Моды                                     |
|       | Топкапы ↔ Месджид-и Селам | 17 сентября 2007 | 15,3 км | 22      |                                                                      |
|       | Эминёню ↔ Алибейкёй       | 1 ноября 2003    | 2,6 км  | 14      | Используется нижний токосъем системы Alstom APS                      |
|       | Сиркеджи ↔ Казлычешме     | 26 февраля 2024  | 8,3 км  | 8       | На станциях обозначается как U3, являясь линией городской электрички |

Маршрут Т4 также именуется лёгким метро (тур. hafif metro). 11 станций из двадцати двух расположены под землёй, подземные участки изолированы от других видов транспорта, что позволяет классифицировать линию как легкорельсовый транспорт. Также к легкому метро относят линию метро M1, полностью изолированную от других видов транспорта и пешеходов, но имеющую много наземных и эстакадных участков. Линия Т5 имеет нижний токосъем.

### Фуникулёр
В Стамбуле действуют две линии подземного фуникулёра: современная линия F1 Кабаташ—Таксим, открытая 29 июня 2006 года, протяжённостью 594 метров, соединяющая станции Кабаташ и Таксим и историческая линия Тюнель длиной 573 метра, открытая 17 января 1875 года, соединяющая станции Каракёй и Бейоглу (на транспортных схемах обозначается как F2).
| Линия | Маршрут                                                         | Дата открытия | Длина | Станции | Примечания |
| ----- | --------------------------------------------------------------- | ------------- | ----- | ------- | ---------- |
| F1    | Кабаташ(Kabataş) ↔ Таксим(Taksim )                              | 2006          | 594 м | 2       |            |
| F2    | Бейоглу (Beyoğlu) ↔ Каракёй (Karaköy)                           | 1875          | 573 м | 2       | Тюнель     |
| F3    | Сейрантепе (Seyrantepe) ↔ Вадистанбул (Vadistanbul)             | 1875          | 573 м | 2       | Надземный  |
| F4    | Босфорский университет (Boğaziçi Üniversitesi) ↔ Ашиян (Aşiyan) | 1875          | 573 м | 2       |            |

## Автотранспорт

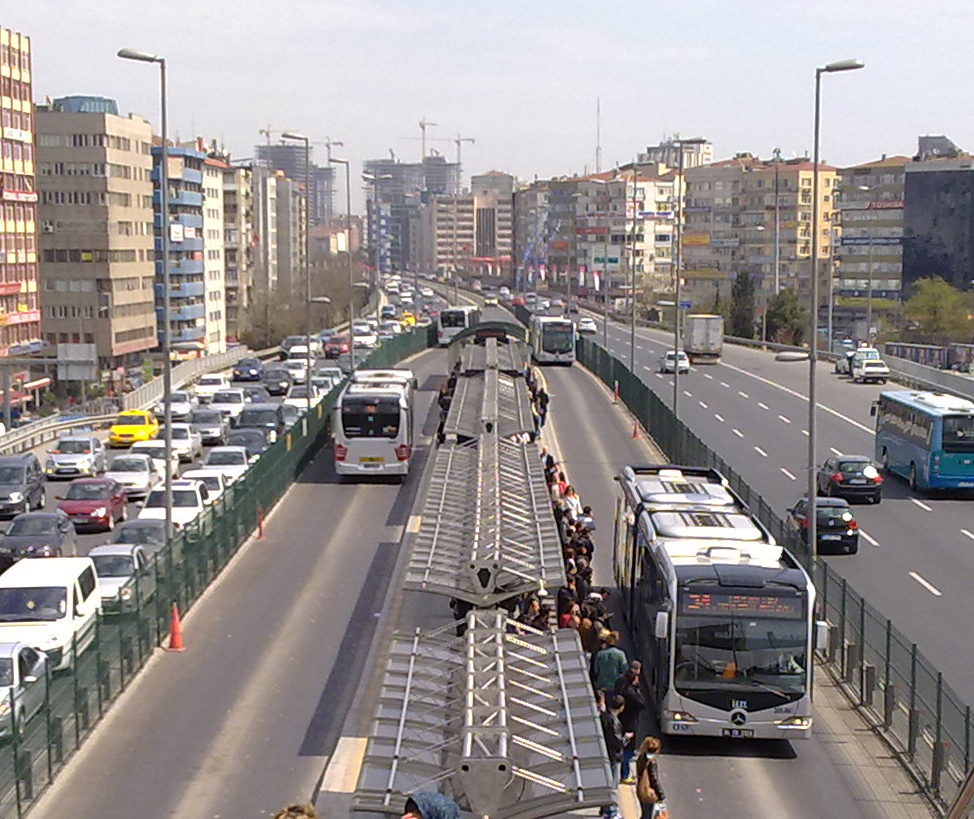
Линия Метробуса

Автотранспорт в Стамбуле представлен линией скоростного автобуса и сетью городских автобусов, часть из которых обслуживается муниципальной компанией İETT, а часть — частными компаниями (по-турецки маркируются ÖHO — Özel Halk Otobüsü — Частный общественный автобус). Автобусный парк насчитывает 5356 машин производства MAN, Ikarus, Mercedes-Benz, BMC, Phileas, Otokar, Temsa и Güleryüz. Количество поездок за сутки в 2012 году оценено в 3 621 908 пассажиров, что составляет 30 % всех городских перевозок.

### Метробус
Скоростной автобус Стамбула, метробус (тур. metrobüs), представляет собой изолированную от другого транспорта дорогу для автобусов, проложенную главным образом вдоль осевой шоссе D100, охватывающую центр мегаполиса и соединяющую европейский и азиатский берега по Босфорскому мосту. На большей части линии организовано левостороннее движение и станции с островными платформами для пассажиров. В 2012 году было открыто продление на европейском берегу до Бейликдюзю. Вдоль линии установлено несколько маршрутов с разными конечными.

## Водный транспорт
Первые паромы через Босфор были запущены в 1837 году. До открытия Босфорского моста в 1973 году паромы были единственным видом транспорта, связывающим европейскую и азиатскую части города. Впоследствии, в 1988 году, был открыт мост Султана Мехмеда Фатиха, а в 2013 году был открыт тоннель в составе первой очереди железнодорожной системы Мармарай.
Сегодня водные перевозки в Стамбуле осуществляются скорыми паромами İDO (тур. İstanbul Deniz Otobüsleri—Стамбульские морские автобусы) и традиционными паромами, среди которых компания Şehir Hatları (тур. Vapuru). В основном паромы обслуживают пассажиропотоки Европа—Азия. Название традиционных паромов происходит от тур. yolcu vapuru — ‘пассажирский пароход’, но сегодняшние паромы оборудованы двигателями внутреннего сгорания. Так как сеть паромов в Стамбуле связана с другими видами общественного транспорта, на паромах нет резервирования мест, оплата проезда производится при входе и в качестве валидных билетов принимаются транспортные карты, действующие на других видах транспорта — AKBİL.

## Оплата проезда
В Стамбуле действует единая электронная карта для оплаты проезда на автобусах, фуникулёрах, метро, трамвае, пригородных поездах и паромах — тур. Istanbulkart. Система использует RFID-метки.